# Batalha de Caen

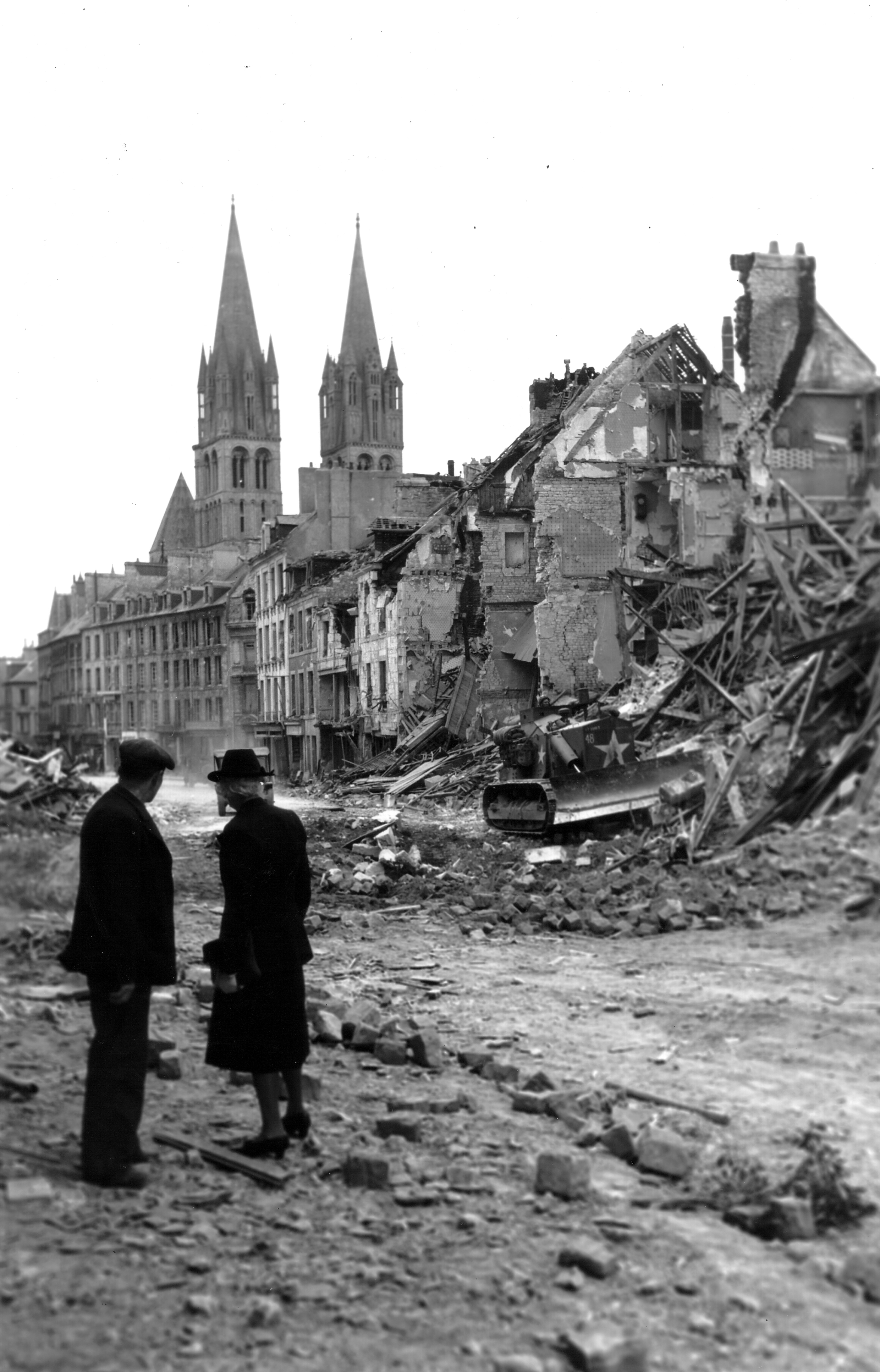
A cidade de Caen, destruída devido aos combates.

A Batalha por Caen (Junho—Agosto de 1944) foi uma luta travada entre o exército britânico e o exército alemão (Wehrmacht), durante a Segunda Guerra Mundial, pelo controle da cidade de Caen e seus arredores, no decorrer da Batalha da Normandia. Foi uma das ações subsequentes a Operação Netuno, o desembarque dos Aliados na costa norte da França (o Dia-D).
Caen é uma ilha de 14 km na costa do departamento de Calvados, na Baixa Normandia, e está montada no Rio Orne e o Canal Caen à la Mer, na junção de várias ferrovias e estradas, que passam por dois rios, fazendo do local um objetivo operacional extremamente importante, para ambos os lados. Caen e a área ao sul eram planas e as mais abertas da Normandia e os comandantes da aviação Aliada queriam a região para construir uma base aérea.
A 3ª Divisão de infantaria britânica deveria tomar Caen no Dia-D ou avançar dentro da cidade para evitar que os alemães a capturassem, impedindo um contra-ataque. Caen, Bayeux e Carentan acabaram não sendo tomadas no primeiro dia de desembarque dos Aliados e na primeira semana pós Dia-D, os americanos, britânicos e canadenses se ocuparam garantindo as cabeças de praia, fazendo com que a ofensiva em Caen perdesse força e se prolongasse por semanas. As tropas anglo-canadenses retomaram seus ataques nas cercanias de Caen e seus subúrbios ao norte do rio Orne durante a Operação Charnwood (8–9 de julho). As regiões da cidade ao sul do rio foram tomadas pelo II Corpo do exército canadense durante a Operação Atlantic (18–20 de julho). Os alemães responderam mobilizando suas divisões panzer para defender Caen, o que fez com que a luta pela cidade fosse violenta e sangrenta, o que acabou privando os alemães de reforçar suas posições a oeste durante a invasão Aliada da França.
No oeste da Normandia, o 1º Corpo do Exército dos Estados Unidos isolou a Península do Cotentin, capturando Cherbourg e atacando ao sul de Saint-Lô, a cerca de 60 km a oeste de Caen, conquistando a região em 19 de julho. Em 25 de julho, após atrasos devido ao mal tempo, os americanos começaram a Operação Cobra na estrada de Saint-Lô–Périers, coordenando com os canadenses que, por sua vez, tinham lançado a Operação Spring em Verrières (Bourguébus), ao sul de Caen. A operação Cobra foi um sucesso e forçou o colapso das defesas alemãs pela Normandia; o avanço Aliado culminou na batalha do Bolsão de Falaise (12–21 de agosto), o que prendeu os remanescentes do 7º e 5º exércitos panzer (o Panzergruppe West), abrindo caminho para o Sena e Paris.
A cidade de Caen foi destruída pelos bombardeios aéreos Aliados e sofreu danos igualmente extensos devido aos combates terrestres, deixando vários mortos entre a população civil francesa local. Após a batalha, pouco da cidade original restava e a reconstrução só foi completada em 1962.

## Fotos

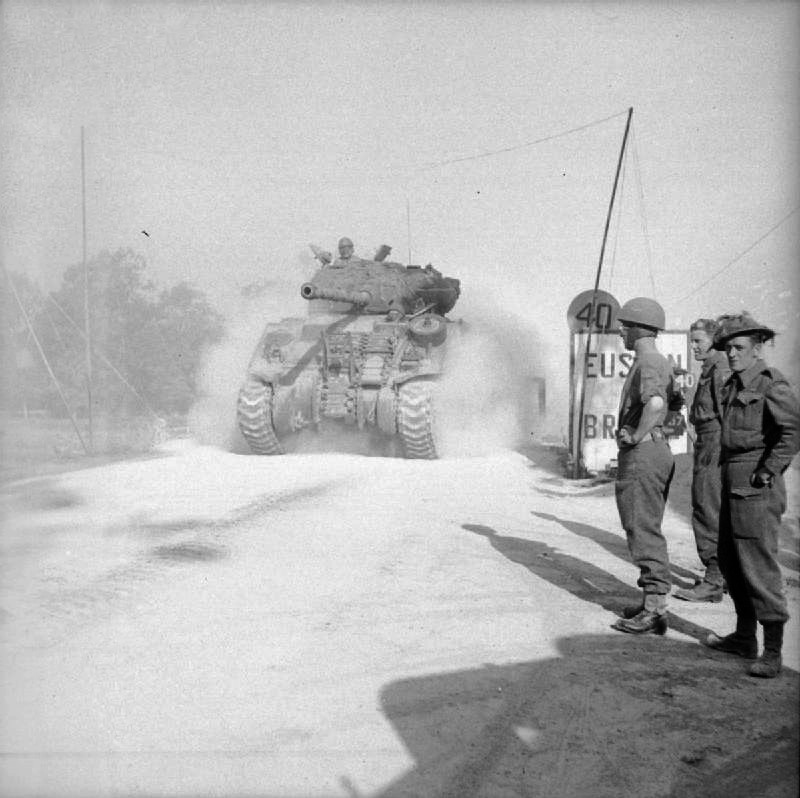
Um tanque Sherman avançando pelo Rio Orne durante a Operação Goodwood, em meados de julho de 1944.
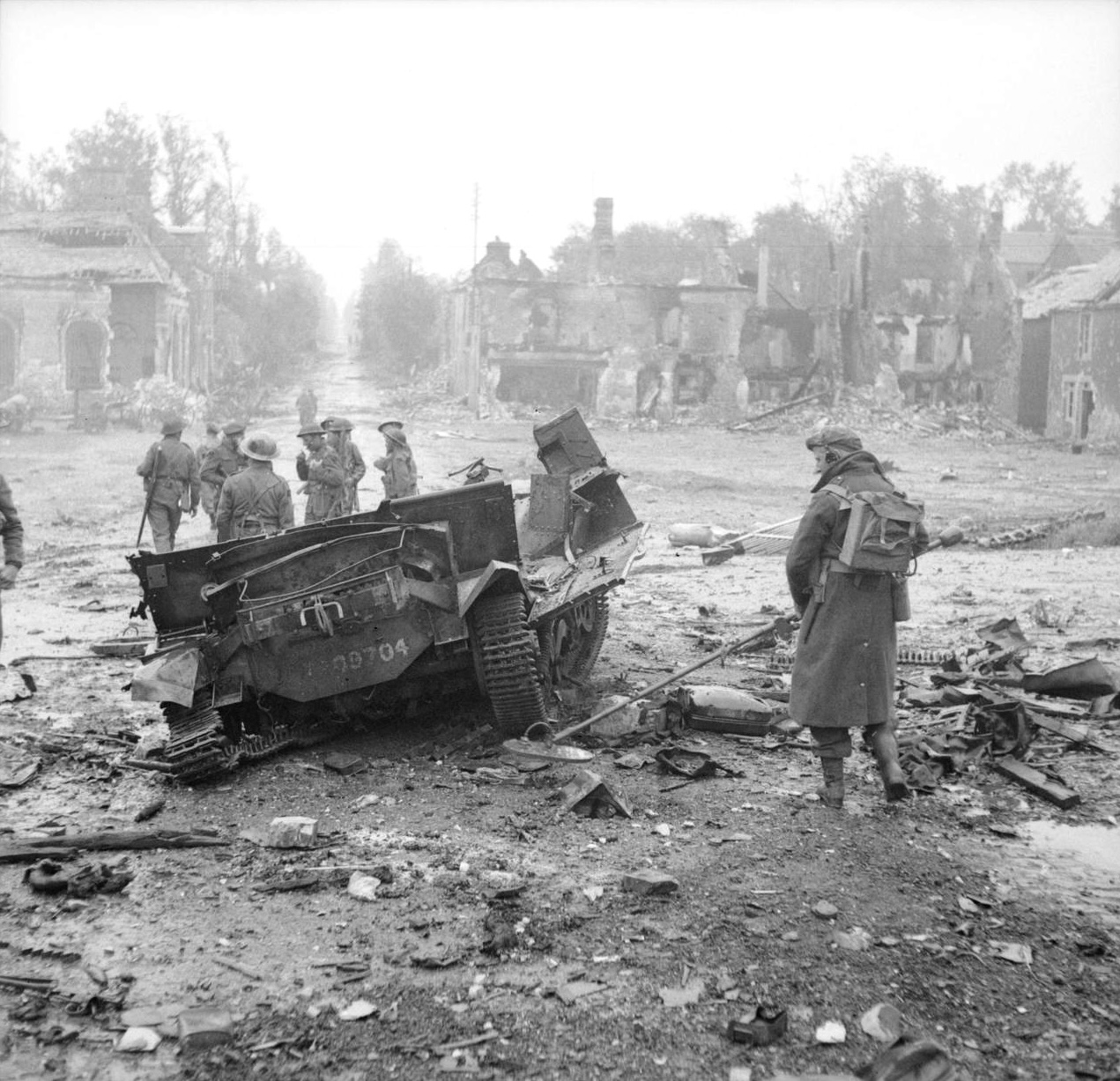
Soldados aliados checam a carcaça de um blindado alemão destruído em Tilly-sur-Seulles, nas cercanias de Caen.
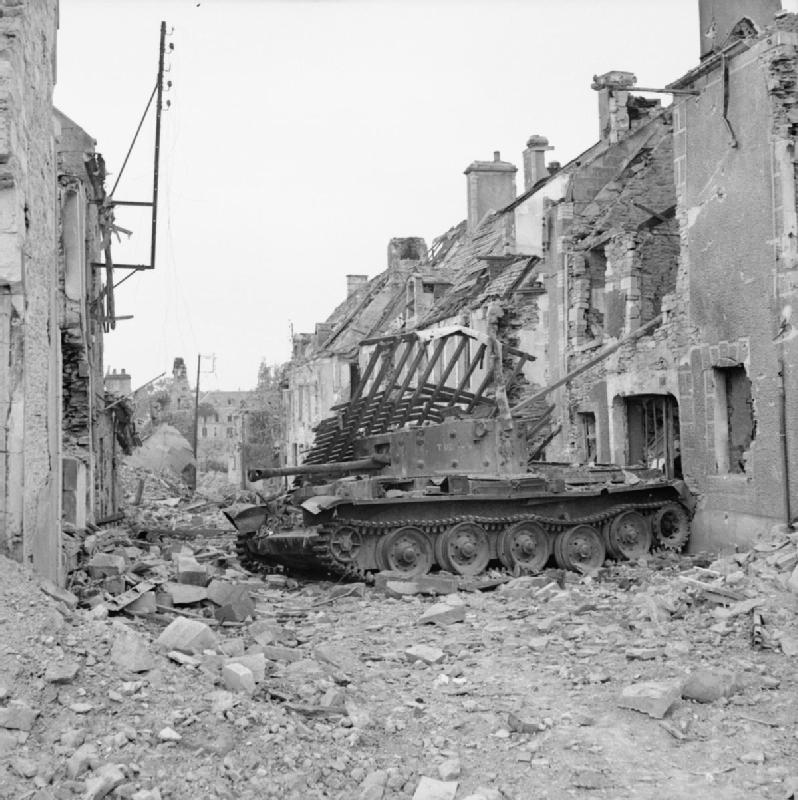
Um tanque Cromwell britânico imobilizado nos meios das ruínas.
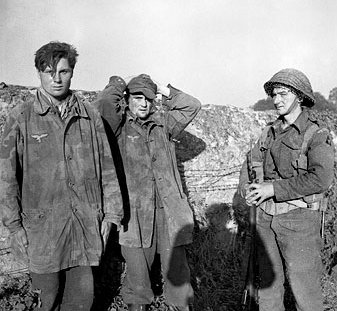
Soldados alemães capturados durante a batalha.